# 카페 느와르
카페 느와르는 2010년에 개봉한 대한민국의 영화이다. 66회 베니스국제영화제 비평가주간에 초청상영되었다.

## 캐스팅
- 신하균 : 영수 역
- 문정희 : 미연 1 역
- 김혜나 : 미연 2 역
- 정유미 : 선화 역
- 이성민 : 미연 1 남편 역
- 요조 : 심은하 역
- 정인선 : 송경선 역 - 15세 임신한 소녀
- 최정윤 : 정윤 역
- 도유진 : 미연 3 역
- 이용녀 : 영수 어머니 / 점쟁이아줌마 역
- 정지혜 : 커피점 선글라스 낀 여자 / 소복녀 역
- 김영필 : 박해일 닮은남자 역
- 정다운 : 인어소녀 역
- 최용진 : 노인 1 역
- 이용렬 : 노인 2 역
- 김봉수 : 노인 3 역
- 변우종 : 김철우 역
- 박하연 : 장님소녀 역
- 김대진 : 선화를 뒤쫓는 사내 역
- 서지운 : 도를 믿으라는 남자 역
- 최연주 : 도를 믿으라는 여자 역
- 이민우 : 정윤남자 친구 역
- 심지원 : 희경 역
- 신태훈 : 고남걸 역 - 15세 임신한 소녀 남자친구
- 한예린 : 원피스 소녀 역
- 이인선 : 지하철 예수 믿으라는 아줌마 역
- 김준영 : 지하철 예수 믿으라는 아저씨 역
- 이미지 : 카페녀 역
- 하유미 : 파스꾸찌 점원 여자 역
- 송연수 : 선화 집앞 모피입은 여자 1 역
- 곽수정 : 선화 집앞 모피입은 여자 2 역
- 임형태 : 쌍둥이 편의점 노인 역
- 이엽 : 한강변 잠수부 1 역
- 김태훈 : 한강변 잠수부 2 역
- 김철준 : 미연2를 치는 운전수 역
- 정수정 : 카페 전단주는 소녀 역
- 이목원 : 카페 전단주는 남자 역
- 김아림 : 안내데스크 여직원 역
- 정기섭 : 서울랜드 동물원 남자  역
- 박미령 : 호텔 나이든 아줌마 역
- 현주환 : 호텔 앳띤 남자 역
- 신채연 : 케이블카 여자의 딸 역
- 정희진 : 카페 춤추는 여 역
- 강천일 : 카페 춤추는 남 역
- 강성민 : 카페 선화와 함께 춤추는 남 1 역
- 김희중 : 카페 선화와 함께 춤추는 남 2 역
- 박지혜 : 카페 대화 여 역
- 임광철 : 카페 대화 남 1 역
- 공찬호 : 카페 대화 남 2 역
- 백유진 : 학예회 연극 카운터 테너 역
- 김민재 : 학예회 연극하는 아이들 역
- 김민혁 : 학예회 연극하는 아이들 역
- 김주미 : 학예회 연극하는 아이들 역
- 명노현 : 학예회 연극하는 아이들 역
- 박종은 : 학예회 연극하는 아이들 역
- 백찬범 : 학예회 연극하는 아이들 역
- 전영식 : 학예회 연극하는 아이들 역
- 정담이 : 학예회 연극하는 아이들 역
- 정정한 : 학예회 연극하는 아이들 역
- 조민정 : 학예회 연극하는 아이들 역
- 이민경 : 학예회 12인조오케스트라 역
- 이상윤 : 학예회 12인조오케스트라 역
- 정연철 : 학예회 12인조오케스트라 역
- 조예술 : 학예회 12인조오케스트라 역
- 권수진 : 학예회 12인조오케스트라 역
- 남승헌 : 학예회 12인조오케스트라 역
- 임지수 : 학예회 12인조오케스트라 역
- 박희원 : 학예회 12인조오케스트라 역
- 오선재 : 학예회 12인조오케스트라 역
- 홍지윤 : 학예회 12인조오케스트라 역
- 이예슬 : 학예회 12인조오케스트라 역
- 이채린 : 학예회 12인조오케스트라 역
- 김상경 : 선화가 기다리는 남자 역 (우정출연)
- 윤희석 :  서울랜드 담배남 역 (우정출연)
- 김병옥 :  철물점 주인 역 (우정출연)
- 차수연 : 지하철 소녀 역 (우정출연)
- 이수정 : 기상캐스터 나레이션 역 (특별출연)
- 이지영 : 서점 직원 역 (특별출연)